# Stygnus ferrugineus
Stygnus ferrugineus – gatunek kosarza z podrzędu Laniatores i rodziny Stygnidae.

## Występowanie
Gatunek wykazany dotąd z Brazylii oraz Gujany Francuskiej.